# Morrison (cratère)
Pour les articles homonymes, voir Morrison.
Morrison est un cratère d'impact à la surface de Mercure. 
Le cratère fut ainsi nommé par l'Union astronomique internationale en 2022 en hommage à l'autrice américaine Toni Morrison (1931-2019),. 
Son diamètre est de 35 km. Il se situe dans le quadrangle de Borealis (quadrangle H-1) de Mercure.